# Eric Winter
Eric Barrett Winter (ur. 17 lipca 1976 w La Mirada) – amerykański aktor, model i producent filmowy. Odtwórca roli Rexa Brady’ego w operze mydlanej NBC Dni naszego życia (Days of Our Lives, 2002–2005).

## Życiorys
Urodził się w La Mirada w Kalifornii jako syn Gwen i Wayne’a Winterów. Jego rodzina miała pochodzenie irlandzkie, angielskie, szkockie i niemieckie. Dorastał w La Puente. Uczęszczał do Los Altos High School w Hacienda Heights. Ukończył Uniwersytet Kalifornijski w Los Angeles na wydziale psychologii. Początkowo zajmował się modelingiem i brał udział w przesłuchaniach do małych ról w operach mydlanych, mając na celu jedynie zarobienie dodatkowych pieniędzy na czesne. Wziął udział w kampanii prasowej Tommy’ego Hilfigera i reklamie telewizyjnej z Britney Spears dla jej perfum Curious (2004).
W 1999 wystąpił gościnnie w serialu kryminalnym NBC Portret zabójcy (Profiler), serialu antologicznym MTV Rozbieranie (Undressed), którego pomysłodawcą był Roland Joffé, i sitcomie UPN Egzamin z życia (The Parkers). Od 8 stycznia 2002 do 26 lipca 2005 grał Rexa DiMerę Brady’ego w operze mydlanej NBC Dni naszego życia. W telewizyjnej adaptacji powieści Jamesa Pattersona Niedziele u Tiffany’ego (Sundays at Tiffany’s, 2010) z Alyssą Milano i Ivanem Sergeiem został obsadzony w roli Michaela Frienda. Był producentem 6–minutowego dreszczowca Ślepy zaułek (Dead End, 2015) i telewizyjnego dramatu kryminalnego Lifetime Death of a Vegas Showgirl (2016) z Roselyn Sanchez. 
W latach 2001–2005 był mężem aktorki Allison Ford. 29 listopada 2008 zawarł związek małżeński z aktorką Roselyn Sánchez, z którą ma córkę Sebellę Rose (ur. 4 stycznia 2012) i syna Dylana Gabriela (ur. 3 listopada 2017).

## Filmografia

### Filmy
- 2004: Kiedy byliśmy dorośli (Back When We Were Grownups, TV) jako przystojniak
- 2005: Magia zwyczajnych dni (The Magic of Ordinary Days, TV) jako Walter
- 2006: Break-In (TV) jako Cameron
- 2008: Harold i Kumar uciekają z Guantanamo (Harold & Kumar Escape from Guantanamo Bay) jako Colton Graham
- 2009: Brzydka prawda (The Ugly Truth) jako Colin Anderson
- 2010: Niedziele u Tiffany’ego (Sundays at Tiffany’s, TV) jako Michael Friend
- 2012: Ogień zwalczaj ogniem (Fire with Fire) jako Adam
- 2014: Kometa (Comet) jako Josh
- 2015: Ślepy zaułek (Dead End, krótkometrażowy) – producent
- 2017: Poszukiwanie Świętego Mikołaja (Finding Santa, TV) jako Ben White
- 2019: Smak lata (Taste of Summer, TV) jako Caleb Delaney

### Seriale
- 1999: Portret zabójcy (Profiler) jako Todd
- 1999: Rozbieranie (Undressed) jako Eric
- 2002: Czarodziejki (Charmed) jako Trevor
- 2002–2005: Dni naszego życia (Days of Our Lives) jako Rex DiMera Brady
- 2005: CSI: Kryminalne zagadki Las Vegas (CSI: Crime Scene Investigation) jako Julian Harper
- 2005–2006: Miłość z o.o. (Love, Inc.) jako Mike Smith
- 2007–2008: Bracia i siostry (Brothers & Sisters) jako Jason McCallister
- 2008: Pod osłoną nocy (Moonlight) jako ADA Benjamin Talbot
- 2010: Dni naszego życia (Days of Our Lives) jako Rex DiMera
- 2010–2011: Mentalista (The Mentalist) jako Craig O’Loughlin
- 2012: Świętoszki z Dallas (GCB) jako Luke Lourd
- 2013: Partnerki (Rizzoli & Isles) jako Brandon Thomas „B.T.” Sarron
- 2013: Beyond: Dwie dusze (gra wideo) jako Ryan Clayton
- 2013–2014: Czarownice z East Endu (Witches of East End) jako Dash Gardiner Dan
- 2016: Podejrzany (Secrets and Lies) jako Neil Oliver
- 2016–2017: Rosewood jako Adrian Webb
- 2017–2018: The Good Doctor jako dr Matt Coyle
- 2018–: Rekrut jako Tim Bradford / Jake „Dim” Butler (2022)
- 2022: Rekrut: FBI (The Rookie: Feds) jako Tim Bradford